# Azilsartan
Azilsartanul este un medicament antihipertensiv, fiind utilizat în tratamentul hipertensiunii arteriale. Este utilizat sub forma 
promedicamentului azilsartan medoxomil. Acționează ca antagonist al receptorilor angiotensinei II (sartan, BRA). Calea de administrare disponibilă este cea orală.

## Utilizări medicale
Azilsartan este utilizat în tratamentul hipertensiunii arteriale esențiale la adulți.